# 斎藤五百枝
斎藤 五百枝（さいとう いおえ、1881年12月21日 - 1966年11月6日）は、日本の映画美術の美術デザイナー、背景画家、出版における挿絵画家である。日本映画の黎明期に、吉沢商店、日活向島撮影所、国際活映角筈撮影所で、クレジットされることもなくセットの背景を描いた人物であり、後に『少年倶楽部』の表紙画で人気を博した。岡田三郎助門下。

## 人物・来歴
1881年（明治14年）12月21日、千葉県長柄郡一宮本郷村（現在の長生郡一宮町）に、旧一宮藩（加納氏）家老堀内家の三男、俊郎の第七子として産まれる。のち、父の俊郎が旧大和田原本藩（平野氏）家老斎藤家の養子となったため、斎藤姓となる。
一宮尋常高等小学校（現在の一宮町立一宮小学校）、私立京華中学校を卒業。白馬会洋画研究所で洋画を学ぶ。1904年（明治37年）東京美術学校（現在の東京芸術大学）西洋画撰科に入学、岡田三郎助に師事した。父に画家になることを反対されたため勘当同然となり、『中学世界』『ハガキ文学』などの挿絵の仕事をするようになる。1908年（明治41年）東京美術学校を卒業、同年結婚。
1908年、東京・京橋区（現在の中央区）に本社をもつ吉沢商店が、東京府荏原郡目黒村大字下目黒の行人坂（現在の目黒区下目黒）に、日本初の撮影所を開設、これに入社し、セットの窓外や、ロケーション撮影が行わなかった場合の代替の海岸の風景等、背景画を描いた。1909年（明治42年）、同撮影所に考案部（現在の企画部・かつての文芸部に当たる）が設置され、同部長に小説家の佐藤紅緑が就任する。1912年（大正元年）10月1日、同社が他の3社と合併して日活を設立後も、同撮影所で背景を描いた。1913年（大正2年）10月、日活が向島撮影所を開設、目黒の撮影所は閉鎖され、考案部の小口忠、桝本清、技手（現在の撮影技師・編集技師・現像技師）の千葉吉蔵らとともに、同撮影所に異動した。当時は、監督や撮影技師すらクレジットされないのが通常で、斎藤がいずれの作品の美術を担当したかは定かではない。
1914年（大正3年）11月、大日本雄辯會講談社（現在の講談社）が、『少年倶楽部』を創刊、創刊号からの表紙絵を描く。同誌に掲載された小説の挿絵としては、大倉桃郎の『暁の歌』、佐藤紅緑の『あゝ玉杯に花うけて』、山手樹一郎の『錦の旗風』等が知られる。

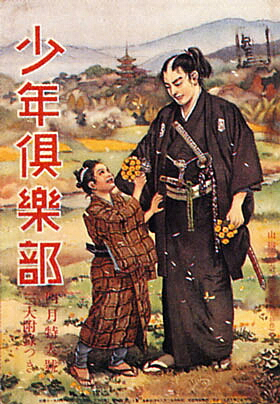
『少年倶楽部』1929年（昭和4年）「或日の鞍馬天狗と杉作」4月号(表紙)

1921年（大正10年）には、国際活映角筈撮影所で美術デザイナーとなり、小島孤舟の新派戯曲『湖畔の家』を、吉沢商店以来の同僚である桝本清が脚色、畑中蓼坡が監督した『寒椿』に参加、「舞台意匠」としてクレジットされた。
その後も、吉沢商店以来の縁である佐藤紅緑、あるいは大佛次郎らの小説に挿絵を描いた。1941年（昭和16年）、「第1回野間挿絵奨励賞」を受賞した。
1966年（昭和41年）11月6日、脳出血のため東京都中野区の自宅で死去した。満84歳没。

## おもなフィルモグラフィ
吉沢商店、日活向島撮影所在籍時の作品名は不詳である。
- 『寒椿』 : 監督畑中蓼坡、原作小島孤舟、脚本桝本清、主演井上正夫・水谷八重子、国際活映角筈撮影所、1921年 - 舞台意匠

## ビブリオグラフィ
国立国会図書館蔵書。
- 『暁の歌』、大倉桃郎、講談社、1927年
- 『紅顔美談』、佐藤紅緑、大日本雄辯會講談社、1929年3月 - 37版:19310
- 『一直線』、佐藤紅緑、講談社、1931年
- 『出世美談寶玉集』、池田宣政、大日本雄辯會講談社、1936年1月
- 『桃太郎』、松村武雄、大日本雄辯會講談社、1937年1月 - 講談社の繪本 5
- 『街の太陽』、佐藤紅緑、講談社、1939年
- 『母恋鳥』、吉川英治、興亜書房、1939年
- 『新田義貞』、池田宣政、偕成社、1943年
- 『楠木正成 上』、大仏次郎、講談社、1943年
- 『海の男』、大仏次郎、尚文館、1947年
- 『怪童鴉丸』、土師清二、光文社、1948年
- 『白刃乱舞』、土師清二、内田書店、1948年
- 『宮本武蔵』、伊賀竜之助、一星社、1948年
- 『輝く熱球』、五十公野清一、まひる書房、1948年
- 『あ々玉杯に花うけて』、佐藤紅緑、尚文館、1948年
- 『竜虎八天狗 上』、吉川英治、ポプラ社、1948年
- 『街の太陽』、佐藤紅緑、ポプラ社、1948年
- 『風雲白馬岳』、子母沢寛、妙義出版社、1948年
- 『風雲ヒトデ城』、土師清二、内田書店、1949年
- 『山を守る兄弟』、大仏次郎、湘南書房、1949年 - 新日本少年少女選書
- 『竜虎八天狗 中』、吉川英治、ポプラ社、1949年
- 『竜虎八天狗 下』、吉川英治、ポプラ社、1949年
- 『水の王者』、富田邦彦、妙義出版、1949年
- 『熱球は飛ぶ』、富田邦彦、妙義出版社、1949年
- 『桃太郎』、松村武雄、講談社、1950年、 - 講談社の絵本 25
- 『宮本武蔵』、大屋典一、あかね書房、1951年、 - 少年文庫 5
- 『水滸伝』、施耐庵、主婦之友社、1951年、 - 少年少女名作家庭文庫 9
- 『日本昔話集 1』、講談社、1953年、 - 講談社の絵本特製版 3
- 『海彦山彦』、藤沢衛彦、講談社、1954年、 - 講談社の絵本 117
- 『虹を射る少年・この星万里を照らす・愛の新珠』、富田常雄、河出書房、1954年、 - 日本少年少女名作全集 7
- 『海彦山彦』、藤沢衛彦、講談社、1956年8月、 - 講談社の絵本 577
- 『大仏次郎少年少女のための作品集 2』、講談社、1967年
- 『大仏次郎少年少女のための作品集 3』、講談社、1970年
- 『講談社の絵本 1』、講談社、1970年
- 『ももたろう』、ラルフ・F・マッカーシー、講談社インターナショナル、1996年9月 - 講談社バイリンガル絵本
- 『桃太郎』、千葉幹夫、講談社、2001年5月 - 新・講談社の絵本 3

## 註
1. 1 2 3 4 5 6 7 8 9  斎藤五百枝、『講談社 日本人名大辞典』、講談社、コトバンク、2009年12月24日閲覧。
2. 1 2 3  上総一宮郷土史研究会記念誌編集委員会 編『ふるさと今昔』上総一宮郷土史研究会、2004年10月、209-210頁。
3. ↑  『日本映画史発掘』、田中純一郎、冬樹社、1980年、p.128-132.
4. ↑  『日本映画発達史 1 活動写真時代』、田中純一郎、中央公論社、1968年、p.140-142。
5. ↑  『日本映画発達史 1 活動写真時代』、p.201-204。
6. ↑  『日本映画発達史 1 活動写真時代』、p.274-279.
7. ↑  少年倶樂部 - 国立国会図書館サーチ
8. ↑  寒椿、日本映画データベース、2009年12月24日閲覧。
9. ↑  東文研アーカイブデータベース
10. ↑  OPAC NDL - 検索結果、国立国会図書館、2009年12月24日閲覧。